# Виљафранка дел Панадес
Виљафранка дел Панадес (шп. Villafranca del Panadés) град је у Шпанији у аутономној заједници Каталонија у покрајини Барселона. Према процени из 2017. у граду је живело 39 365 становника.

## Становништво
Према процени, у граду је 2017. живело 39 365 становника.
| 2001.  | 2010.  | 2017.  |
| ------ | ------ | ------ |
| 30.807 | 38.218 | 39.365 |

## Партнерски градови
- Ново Место
- Бил